# Abd al-Aziz I bin Rashid Al Nuaimi
Abd al-Aziz I bin Rashid Al Nuaimi (... – settembre 1848), è stato emiro di Ajman dal 1841 al 1848.
Prese il potere nel maggio del 1841 deponendo suo fratello, lo sceicco Humaid II bin Rashid, e prendendo possesso del forte di Ajman. Con il sostegno popolare, Abd al-Aziz consolidò la sua posizione e fu in grado di evitare qualsiasi intervento da parte del suocero del fratello e suo stretto alleato, lo sceicco Sultan I bin Saqr al-Qasimi, il sovrano di Sharja.
Nel maggio del 1847 firmò il trattato con gli inglesi con il quale si impegnava a vietare l'esportazione di schiavi.
Ricevette le lodi dai britannici in seguito a un incidente nel 1845, quando due navi che trasportavano riso cercarono di fare scalo a Ajman durante una tempesta: una fu distrutta all'entrata del porto, ma l'altra riuscì a raggiungere il porto interno anche se perse parte del suo carico. Un certo numero di uomini tentò di saccheggiare la nave parzialmente distrutta. Abd al-Aziz si fece largo tra la folla e con la spada protesse sia il carico che l'equipaggio.
Nel settembre del 1848 condusse le sue forze in una battaglia contro la vicina Hamriya ma rimase ucciso in azione. Gli succedette suo fratello Humaid.